# Archidiocèse de Mérida-Badajoz
Ne doit pas être confondu avec Archidiocèse de Mérida.
L'archidiocèse de Mérida-Badajoz fut érigé par le pape Jean-Paul II le 28 juillet 1994, rétablissant de cette manière l'archidiocèse de Mérida en y associant le riche héritage de l'évêché de Badajoz.

## Histoire
L'histoire de l'archidiocèse remonte à l'ancienne cité romaine d'Emerita Augusta (une colonie de vétérans de la légion, actuelle Mérida), siège de l'archevêque durant l'époque wisigoth, même s'il a disparu durant plusieurs siècles.

## Description
Les limites de l'archidiocèse coïncident, presque complètement, avec celles de la province de Badajoz, à l'exception de la comarque de La Serena-Vegas Altas (es) (sauf La Haba et Villanueva de la Serena) qui appartient à Plasencia. Par rapport à la province ecclésiastique, le territoire est occupé par la communauté autonome d'Estrémadure.
En 2024, dans l'archidiocèse, il y a 204 paroisses regroupées en 16 archiprêtrés et 5 vicariats.

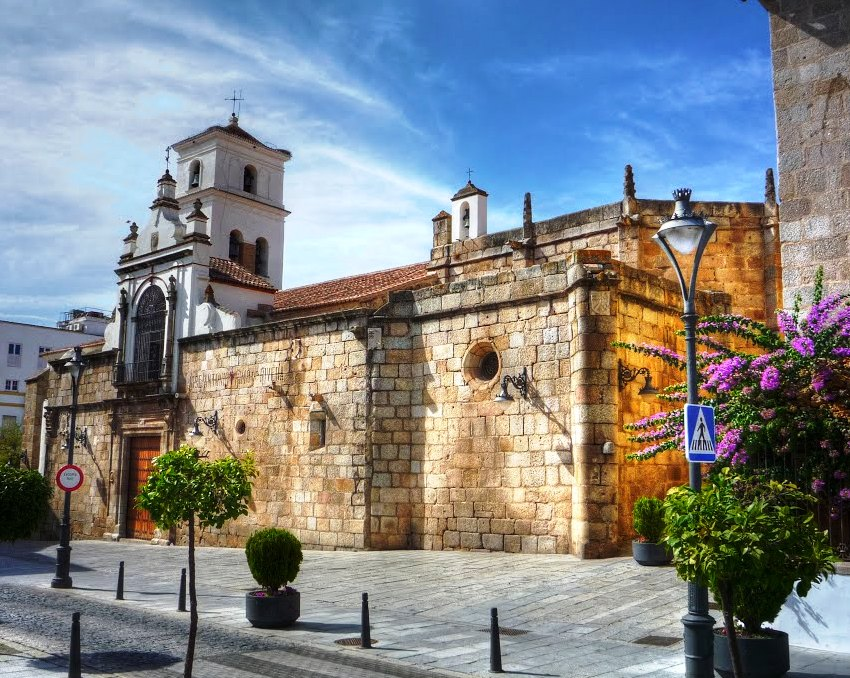
La cathédrale de Mérida.

| Cathédrales                      | Dédicaces                    | Diocèses       |
| -------------------------------- | ---------------------------- | -------------- |
| Cathédrale de Badajoz            | saint Jean-Baptiste          | Mérida-Badajoz |
| Cathédrale de Mérida             | sainte Marie Majeure         | Mérida-Badajoz |
| Cathédrale de Coria              | Notre-Dame de l'Assomption   | Coria-Cáceres  |
| Cathédrale de Cáceres            | Vierge Marie                 | Coria-Cáceres  |
| Cathédrale Nouvelle de Plasencia | sainte Marie de l'Assomption | Plasencia      |
| Cathédrale Vieille de Plasencia  | Vierge Marie                 | Plasencia      |

## Liste des archevêques
- Antonio Montero Moreno (3 mai 1980 - 9 juillet 2004, retraité, élevé archevêque en 1994)
- Santiago García Aracil (9 juillet 2004 - 21 mai 2015, retraité)
- Celso Morga Iruzubieta (es) (21 mai 2015 - 29 juin 2024, retraité)
- José Rodríguez Carballo, O.F.M. (29 juin 2024 - )

### Article lié
- Diocèses et archidiocèses d'Espagne